# Operation Jassy-Kischinew
1941: Białystok-Minsk – Dubno-Luzk-Riwne – Smolensk – Uman – Kiew – Odessa – Leningrader Blockade – Wjasma-Brjansk – Charkow – Rostow – Moskau – Tula

1942: Rschew – Charkow – Ljuban/Wolchow – Kertsch/Sewastopol – Fall Blau – Kaukasus – Stalingrad – Operation Mars

1943: Woronesch-Charkow – Operation Iskra – Nordkaukasus – Charkow – Kursk – Orjol – Donez-Mius – Donbass – Belgorod-Charkow – Smolensk – Dnepr – Kiew

1944: Dnepr-Karpaten – Leningrad-Nowgorod – Krim – Wyborg–Petrosawodsk – Operation Bagration – Lwiw-Sandomierz – Jassy–Kischinew – Belgrad – Petsamo-Kirkenes – Baltikum – Karpaten – Ungarn

1945: Kurland  – Weichsel-Oder – Ostpreußen – Westkarpaten – Niederschlesien – Ostpommern – Plattensee – Oberschlesien – Wien – Oder – Berlin – Prag
Die Operation Jassy-Kischinjow (russisch Ясско-Кишинёвская Операция/Jassko-Kischinjowskaja Operazija) bezeichnet den sowjetischen Großangriff vom 20. August 1944 auf dem Gebiet des früheren Bessarabiens und heutigen Moldawiens zwischen den Städten Jassy und Kischinjow. Sie war eine der großen sowjetischen Offensivoperationen des Jahres 1944 und bestand aus einer großräumigen Umfassungsaktion. Sowjetische Truppen eroberten auf diese Weise einen Teil Rumäniens und rieben die gegnerischen deutschen Armeen in einer Kesselschlacht auf. Bei der Schlacht wurde die deutsche 6. Armee als Teilverband der Heeresgruppe Südukraine größtenteils zerschlagen, nachdem sie südwestlich von Kischinjow in einen Kessel geraten war. Teile der 8. Armee konnten sich über die Karpaten nach Ungarn zurückziehen. Für die deutsche Seite entsprach die Dimension der militärischen Katastrophe derjenigen der Niederlage in der Schlacht von Stalingrad.

## Einführung
Nachdem sich die Niederlage des Deutschen Reiches ab dem Frühjahr 1943 abgezeichnet hatte, begannen die rumänischen Oppositionsführer Constantin Brătianu und Iuliu Maniu Geheimverhandlungen mit den Westalliierten für einen Separatfrieden. In ähnlicher Absicht nahm Ex-Premier Gheorghe Tătărescu geheime Kontakte zur Sowjetunion auf. Als sowjetische Truppen die südliche deutsche Heeresgruppe bis April 1944 bis an die rumänische Grenze zurückgeworfen hatten, begann auch der Staatsminister Mihai Antonescu über das neutrale Schweden eilig geheime Verhandlungen mit den Sowjets. Maniu unterrichtete Mitte August 1944 die Westalliierten über die Absicht, Marschall Ion Antonescu zu stürzen und nach der Machtübernahme sofort den Waffenstillstand anzunehmen.
Am 25. Juli 1944 hatte Generaloberst Johannes Frießner den Oberbefehl über die Heeresgruppe Südukraine erhalten. Er hatte den Befehl, Rumäniens Truppenmacht auf der Seite des Deutschen Reiches zu halten und die kriegswirtschaftlich wichtigen Erdölfelder Rumäniens zu sichern. Nach der Vernichtung der Heeresgruppe Mitte im Juni/Juli 1944 wurden im Abschnitt der Heeresgruppe Südukraine keine größeren sowjetischen Angriffe vermutet. Das OKW ging sogar von einem Kräfteabzug der sowjetischen Truppen aus und entzog seinerseits der Heeresgruppe in Rumänien bis 13. Juli mehrere Divisionen, darunter das einzig schlagkräftige XXXX. Panzerkorps mit der 14. und 23. Panzer-Division.

## Vorbereitungen
Der sowjetischen Operation ging ein Angriffsbefehl der Stawka vom Anfang des Jahres 1944 voraus, Rumänien und Bulgarien aus dem Krieg auszuschalten. Der weit nach Osten vorspringende Frontverlauf lud die sowjetischen Truppen geradezu ein, die feindlichen Gruppierungen von zwei Seiten zu umfassen und zu vernichten. Im früheren Bessarabien war die deutsch-rumänische Verteidigungslinie entlang dem Ufer des Dnjestr mit Gräben und Stellungen bis in fünf Kilometer Geländetiefe stark befestigt worden. Für den Fall des Rückzuges war im Landesinneren eine weitere Kampflinie errichtet worden, die aber nur aus einem Schützengraben am Ufer des Steppenflusses Kohylnyk bestand.
An der Front in Bessarabien zwischen der Bukowina und dem Schwarzen Meer standen sich im August 1944 1.250.000 Soldaten, 16.000 Geschütze, 1.870 Panzer und 2.200 Flugzeuge der Roten Armee und etwa 900.000 deutsche sowie rumänische Soldaten, 7.600 Geschütze, 400 Panzer und 810 Flugzeuge an einer weitgehend beruhigten Frontlinie gegenüber. Auf sowjetischer Seite kämpfte die 1. Rumänische Freiwilligen-Infanterie-Division „Tudor Vladimirescu“. Die rote Schwarzmeer-Flotte unter Admiral Oktjabrski hatte beim Angriff den linken Flügel der 3. Ukrainischen Front zu unterstützen. Die Aktionen der beiden beteiligten sowjetischen Heeresfronten wurden vom anwesenden Vertreter des Oberkommandos, Marschall Timoschenko koordiniert.

## Beteiligte Truppen

### Rote Armee
2. Ukrainische Front (General Malinowski)
- 27. Armee (Trofimenko)
- 40. Armee (Smatschenko)
- 7. Gardearmee (Schumilow)
- 6. Panzerarmee (Krawtschenko)
- 18. Panzerkorps (W. I. Poloskow)
- Kavalleriegruppe Gorschkow (5. Garde-Kavallerie-Korps und 23. Panzerkorps)
- 52. Armee (Korotejew)
- 4. Gardearmee (Galanin)
- 53. Armee (Managarow)
- 5. Luftarmee (Gorjunow)

3. Ukrainische Front (General Tolbuchin)
- 5. Stoßarmee (Bersarin)
- 57. Armee (Gagen)
- 37. Armee (Scharochin)
- Mechanische Kavalleriegruppe Plijew (4. Garde-Kavalleriekorps)
- 4. Garde-mechanische Korps (Shdanow)
- 46. Armee (Schljomin)
- 7. mechanisches Korps (Katkow)
- amphibische Gruppe Generalleutnant A. N. Bachtin
- 17. Luftarmee (Sudez)

### Wehrmacht und Rumänen

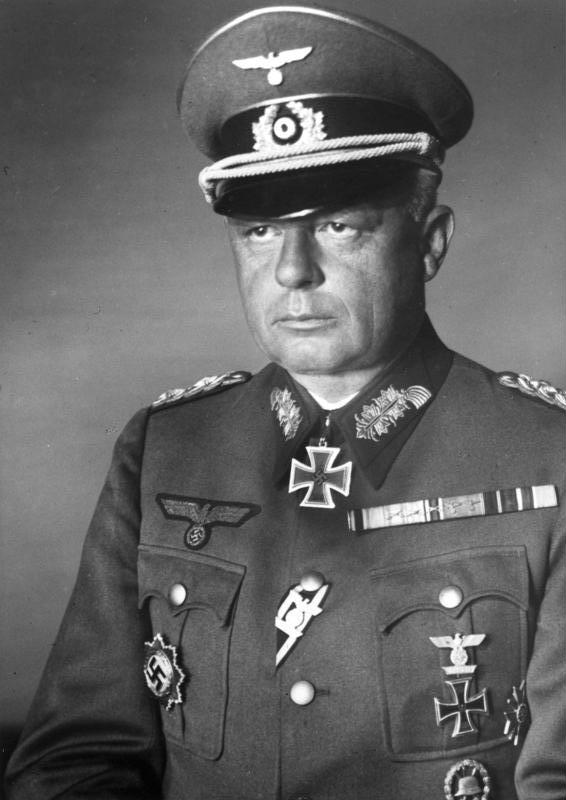
Johannes Frießner

Heeresgruppe Südukraine (Generaloberst Johannes Frießner)
Westliche Armeegruppe Wöhler
- Reserve: 10. Panzergrenadier-Division und 153. Feldausbildungs-Division

8. Armee (General der Infanterie Otto Wöhler)
- XVII. Armeekorps (General der Gebirgstruppe Kreysing) mit 8. Jäger-Division und 3. Gebirgs-Division
- Rumän. VII. Korps mit 8. Inf. Division, 103. und 104. Gebirgs-Brigade
- Rumän. I. Korps mit 6. und 20. Inf. Division
- Rumän. V. Korps mit Garde-Division und 4. Inf. Division
- LVII. Panzerkorps (General der Panzertruppe Kirchner) mit 46. Infanterie-Division und rumänischer 1. und 13. Infanterie- und Panzerdivision „Großrumänien“

Rumänische 4. Armee (General Ioan Racoviță)
- Rumän. VI. Korps mit 5. Inf.-Division und 101. Gebirgs-Brigade sowie deutsche 76. Infanterie-Division
- Rumän. IV. Korps mit 3. und 7. Inf.-Division, sowie 102. Gebirgs-Brigade
- IV. Armeekorps (General der Infanterie Mieth) mit der 79. und 376. Infanterie-Division, sowie rumänische 11. Inf.-Division

Östliche Armeegruppe Dumitrescu
- Reserve: 13. Panzer-Division, rumänische 1. Kavallerie-Division

6. Armee (General der Artillerie Maximilian Fretter-Pico)
- VII. Armeekorps (General der Artillerie Hell) mit 106. und 370. Infanterie-Division, sowie rumänische 14. Inf.-Division
- XXXXIV. Armeekorps (Generalleutnant Müller) mit der 62., 258., 282. und 335. Infanterie-Division.
- LII. Armeekorps (General der Infanterie Buschenhagen) mit 161., 294. und 320. Infanterie-Division
- XXX. Armeekorps (Generalleutnant Postel) mit der 384., 302., 257., 15. und 306. Infanterie-Division

Rumänische 3. Armee (Generaloberst Petre Dumitrescu)
- XXIX. Armeekorps (Generalleutnant von Bechtoldsheim) mit 9. Infanterie-Division, rumänische 21. Inf.-Division und 4. Gebirgs-Division
- Rumän. III. Korps mit 2. und 15. Inf.-Division
- Küstenschutz: Rumän. II. Korps mit 9. Inf.-Division und 110. Inf.-Brigade.

## Verlauf
Die sowjetischen Angriffe begannen in den Morgenstunden des 20. August 1944 mit einem fast zweistündigen Artilleriefeuer durch etwa 16.000 Geschütze und Werfer. Der Artilleriekommandeur der 2. Ukrainischen Front, Generaloberst Fomin, ließ das Feuer durchgehend 1 Stunde und 30 Minuten, Generaloberst Nedelin von der 3. Ukrainischen Front 1 Stunde und 45 Minuten wirken. Die Rote Armee konzentrierte ihre Artillerie an der mehrere hundert Kilometer langen Frontlinie, gezielt wurden jene Frontabschnitte ausgesucht, an denen die wenig kampfkräftigen rumänischen Einheiten lagen. Die Konzentration pro Kilometer betrug durchschnittlich etwa 260–280 Geschütze und Mörser. Die Durchbruchstellen waren wegen der stark befestigten Verteidigungsstellungen nur 5 bis 8 Kilometer breit. Durch die Truppenkonzentration an den schmalen Durchbruchstellen betrug die Überlegenheit der Angreifer an Soldaten das Fünffache, bei den Geschützen das Siebenfache und an Panzern das Zehnfache.
Nach sowjetischer Darstellung wurde der erfolgreiche Durchbruch der taktischen Verteidigungszone am ersten Angriffstag durch die gute Artillerie- und Luftwaffenvorbereitung errungen. Die Verteidigungsanlagen wurden durch das Feuer, bei dem die hochgeschleuderte Erde, ehe sie den Boden erreichte, von der nächsten Detonationswelle wieder emporgerissen wurde, buchstäblich vom Erdboden hinweg gefegt. Bei der 3. Ukrainischen Front soll es dabei gelungen sein, durch Einsatz von Puppen, starkem Gewehr- und Maschinengewehrfeuer und Hurrarufen einen Sturmangriff vorzutäuschen, so dass der Gegner, der wie üblich die Stellungen während des Artillerieschlages verließ, dazu gebracht wurde sie wieder zu besetzen und so mitten in das wieder auf die vorderen Stellungen verlegte Artilleriefeuer geriet.
Die 2. Ukrainische Front unter General Malinowski konzentrierte ihren Durchbruchskeil am rechten Flügel zwischen Sereth und Pruth gegen den von der rumänischen 4. Armee gehaltenen Raum nordwestlich von Jassy, während am linken Flügel entlang des Raut zur Bindung von Feindkräften nur ein örtlicher Durchbruch angestrebt wurde. Bei der östlichen am Dnjestr angreifenden 3. Ukrainischen Front unter General Tolbuchin wurden gleichzeitig drei Armeen aus dem südlichen Brückenkopf bei Tiraspol angesetzt, während aus dem Brückenkopf Butor bei Grigoriopol nur ein Ablenkungsangriff geführt wurde. Beide Keile hatten nach dem Durchbruch mit den Panzerkräften einzudrehen und die Masse der in der Mitte festgestellten deutschen 6. Armee einzukesseln. Das XVII. Armeekorps, am linken Flügel der deutschen 8. Armee, das im Raum Radautz – Kimpolung die Sicherung der Karpatenpässe östlich von Máramarossziget (Sighetu Marmației) innehatte, blieb von den sowjetischen Angriffen zunächst verschont.

### Kampfabschnitt nordwestlich Jassy
Nach dem etwa zweistündigem Artillerieschlag folgte ab 6.30 Uhr der Infanterieangriff der Truppen der 2. Ukrainischen Front. Die sowjetische 27. und 52. Armee sowie die später eingeführte 6. Panzerarmee durchbrachen auf etwa 25 Kilometer Breite angesetzt den rechten Flügel der Korpsgruppe Kirchner (rumänisches V. Korps) sowie den linken Flügel der Korpsgruppe Mieth (rumänisches VI. und IV. Korps).
Nachdem die rumänischen Einheiten keinen Widerstand geleistet hatten und schnell zurückgegangen waren, sah sich die deutsche 76. Infanterie-Division (Generalmajor Abraham) beidseitig umfasst, erlitt bei Letcani schwere Verluste und musste sich über den Bahlui-Fluss zurückziehen.
Die 7. Gardearmee brach am rechten Flügel über Tupilatsi südwärts auf Târgu Frumos durch. Die Front der 79. Infanterie-Division (Generalleutnant Weinknecht) hielt zunächst noch, musste aber am linken Flügel von Stanca südwärts bis Jassy eine Hakenstellung aufbauen und wegen Bedrohung im Rücken nach Cucuteni zurückgehen.
Das deutsche IV. Korps (Korpsgruppe Mieth) versuchte die noch offenen Pruth-Übergänge nach Westen bei Kostuleni und Sbiroja für die östlicher stehenden Teile der 6. Armee offenzuhalten. Nach dem erreichten Durchbruch stießen die motorisierten sowjetischen Truppen, vor allem mit Panzern, sofort tief in das Landesinnere vor, um den Pruth bei Husi zu erreichen. Am Abend des 20. August war die Front der Armeegruppe Wöhler zwischen Pruth und Sereth auf 30 Kilometer Breite und 16 Kilometer Tiefe aufgerissen, die Verbindung zwischen dem LVII. Panzerkorps und den IV. Armeekorps war verloren gegangen. Am 21. August besetzte die nachgezogene 52. Armee (Generalleutnant Korotejew) Jassy. Am selben Tag wurde die mechanische Kavallerie-Gruppe Gorschkow (5. Garde-Kavalleriekorps und 23. Panzerkorps) in die Schlacht geführt, um den Vorstoß auf Roman zu führen.

### Durchbruch südwestlich von Tiraspol
Der Artillerieschlag der 3. Ukrainischen Front setzte am 20. August etwas früher, gegen 4.00 Uhr früh ein, nach 50 Minuten Dauer erfolgten auf 30 Kilometer Breite die ersten Infanterieangriffe, die zunächst vom deutschen XXX. Armeekorps (15. und 306. Division) abgeschlagen werden konnten. Von 7.45 bis 9.30 Uhr setzte das gewaltige Trommelfeuer der Sowjets nochmals ein, das zudem durch Luftangriffe der Schlachtflieger massiv unterstützt wurde. Mit den letzten Einschlägen folgte dicht hinter der Feuerwalze der massierte Infanterieangriff der sowjetischen 37. und 57. Armee. Der rechte Flügel der 15. Infanterie-Division (Generalmajor Sperl) brach schnell zusammen und wurde auf Kauschany zurückgedrängt. Der Abschnitt der deutschen 306. Infanterie-Division und der rumänischen 4. Gebirgs-Division (Generalmajor Gheorghe Manoiliu) wurde vom sowjetischen 66. Schützenkorps unter Generalmajor Kuprijanow überrannt. Ein Gegenstoß der 13. Panzer-Division (Generalleutnant Tröger), welcher auch die 306. Infanterie-Division taktisch unterstellt wurde, blieb erfolglos. Die 15. Division musste in die Gegend westlich von Grigojewka zurückweichen.
Nach dem erreichten Durchbruch im Hauptangriffsabschnitt führte General Tolbuchin am 21. August gegen 10.00 Uhr das 4. Garde-mechanische Korps (General W. I. Shdanow) zur Verfolgung des Feindes in Richtung auf Tarutino. Gegen 16.00 Uhr wurde auch die 37. Armee durch das Einführen des 7. mechanischen Korps (General F. G. Katkow) verstärkt, welches die Angriffsspitze in Richtung auf Gurogalbina einnahm. Die 306. Infanterie-Division versuchte an der Linie Tokus – Opatsch eine Auffangstellung für die weiter östlich ebenfalls abgeschnittenen Teile des XXIX. Armeekorps (Generalleutnant Bechtoldsheim) offen zu halten.
An der Dnjestr-Mündung führte die amphibische Gruppe unter Generalleutnant A.N. Bachtin am 22. August zusätzlich eine Landungsoperation durch. Zwei Gruppen wurden beidseitig von Akkerman gelandet, um die Stadt zu erobern, danach in südwestlicher Richtung zum Steppenfluss Kogilnik vorgehend die Vereinigung mit der 46. Armee herzustellen und damit die gesamte rumänische 3. Armee abzuschneiden.
Am 23. August kämpften sich die Reste der 13. Panzerdivision und der 306. Infanterie-Division in Richtung auf Comrat zurück. Der gerettete Stab des XXIX. Armeekorps unter General Bechtoldsheim übernahm die Führung aller Restverbände und versuchte bei Leowa und Cahul über den Pruth nach Bârlad zu entkommen. Die 13. Panzerdivision hielt bei ihrem Rückzug auf dem östlichen Ufer beim Dorf Falciu einen kleinen Brückenkopf.

### Kesselschlacht von Kischinjow
Am Morgen des 22. August waren die Truppen der 2. und 3. Ukrainischen Front auf dem Vormarsch, während die operativen Reserven der Wehrmacht bereits verbraucht waren. Bis zum Ende des Tages war die gesamte deutsche Truppenmasse im Bereich von Jassy bis Kischinjow umschlossen. Der Raut-Abschnitt und der Dnjestr zwischen Dubossary und Bender war auf 120 Kilometer Breite alleine durch die 5. Gardearmee gehalten worden, jetzt gingen Bersarins Truppen auf Kischinjow vor, um die deutschen Verbände enger einzuschnüren. Am Abend des 22. August hatte die 4. Gardearmee (Galanin) das deutsche VII. Armeekorps nach Süden abgedrängt und die Pruth-Übergange bei den Orten Ungeni und Kostuleni besetzt. Die separat nach Westen operierende 7. Gardearmee hatte derweil Târgu Frumos erobert und überquerte den Fluss Sereth in westlicher Richtung. Die mechanische Kavallerie Gruppe Gorschkow hatte Roman genommen und strebte weiter südwärts nach Bacău.
Am frühen Morgen des 23. August traf die Reserve der 10. Panzergrenadier-Division bei Vaslui ein und traf bei Sloesti auf überlegene sowjetische Panzerkräfte. Generalleutnant Schmidt brach das aussichtslose Gefecht ab und wurde von gegnerischen Kräften auf Husi und Crasna abgedrängt. Das 73. Schützenkorps der 52. Armee nahm an diesem Tag die Kleinstadt Husi ein, nach Süden abgedrängte Reste des deutschen IV. und VII. Korps wurden bei Stalinesti umschlossen. Die sowjetische 37. und 57. Armee waren nördlich davon weiter nach Westen in Richtung über Gurogalbina zum Pruth vorgerückt, um den Kessel im Raum Kischinjow zu schließen. Nach dem durch Generaloberst Frießner erteilten Rückzugsbefehl gingen die deutschen Truppen zum Pruth zurück und gaben Kischinjow auf. Truppen der sowjetischen 5. Stoßarmee besetzten die Stadt und stellten die Verbindung mit der 57. Armee her, welche derweil das Dnjestrufer bei Bendery gesäubert hatte. Am anderen Ufer des Pruth waren nördlich und südlich von Husi erhebliche Teile des deutschen IV. Armeekorps abgedrängt worden. Am selben Tag erreichte das 7. mechanisierte Korps bei Leuzeni den Fluss Pruth und nahm eine defensive Position ein.
Die sowjetische 6. Panzerarmee hatte nach einem 45 Kilometer tiefen Durchbruch nach Süden Vaslui umschlossen und Bârlad erreicht. Die Hauptstoßrichtung richtete sich in südlicher Richtung weiter nach Focșani mit dem Ziel, den Deutschen jede Möglichkeit zum Rückzug zwischen Sereth und Pruth abzuschneiden.
Am 24. August wurde die Verbindung zur 52. Armee der 2. Ukrainischen Front hergestellt, der Ring um das deutsche VII., XXXXIV., LII., und XXX. Armeekorps fest geschlossen. In das Kampfgeschehen griffen sowjetische Bomber und Tiefflieger mit bis zu 2.000 Tageseinsätzen ein. Sie verursachten schwere Verluste bei den Kolonnen der sich zurückziehenden deutschen Truppen. Generalmajor Blümke, Kommandeur der 257. Infanterie-Division wurde am 24. August durch einen Tieffliegerangriff schwer verwundet und geriet in Gefangenschaft.
Am 25. und 26. August befand sich die zwischen Kischinjow – Lopuschina – Oneschty – Sarata Galbina umschlossene Masse der 6. Armee im sowjetischen Dauerfeuer und in völliger Auflösung. In einer heillosen Flucht versuchten sich am Pruth Tausende deutscher Soldaten durch den Fluss nach Westen zu retten, da die Rote Armee bei ihrem schnellen Vorstoß die Übergänge besetzt oder die Brücken bereits zerstört hatte. Bei den vergeblichen Ausbruchsversuchen fielen die Kommandeure der eingeschlossenen 292. und 384. Infanterie-Division, General von Eichstedt und de Salengre. Der Kommandeur der 302. Infanterie-Division, General von Bogen, geriet zusammen mit dem Kommandierenden General des XXX. Korps, General Postel, in sowjetische Gefangenschaft. Die Ausräumung des eingekreisten Gegners am linken Ufer des Flusses Pruth wurde von Truppen der 3. Ukrainischen Front bis zum 29. August abgeschlossen. Nur etwa 10.000 Soldaten war es gelungen, nach Südwesten durchzubrechen und das Gebiet nördlich von Adjud zu erreichen. Einheiten der 7. Gardearmee und das 23. Panzerkorps wurden zu deren Verfolgung abgesendet, die Vernichtung dieser Restgruppen wurde bis 4. September abgeschlossen.

### Ausklang
In Rumänien ereignete sich drei Tage nach Beginn der sowjetischen Offensive am 23. August 1944 ein Staatsstreich, bei dem Marschall Antonescu verhaftet wurde und die rumänische Armee die Seiten wechselte. Dieser Putsch war bereits mehrere Monate zuvor geplant worden, wozu Verhandlungen mit den alliierten Mächten stattgefunden hatten. Die deutsche Heeresmission in Rumänien sah sich fast vollständig überrumpelt, versuchte sich aber gewaltsam in Bukarest zu behaupten. Am 26. August wurden die Luftwaffenverbände unter General der Flieger Gerstenberg und Stahel nördlich von Bukarest von rumänischen Truppen umzingelt, die Kontrolle über die kriegswirtschaftlich wichtigen Erdölfelder von Ploiești ging verloren.
Einheiten der sowjetischen 40. Armee begannen am 24. August ihren Angriff gegen die Stellungen des intakten XVII. Armeekorps. Zusammen mit der 7. Gardearmee wurden die deutschen Stellungen zwischen den Flüssen Sereth und Bistritz genommen. Truppen der 7. Gardearmee stürmten Bacău und die 40. Armee nahm Târgu Neamț ein.
Die sowjetische 6. Panzerarmee überwand die Zugänge nach Tecuci und konnte am 27. August Focșani besetzen. Die dahinter nachrückende 27. Armee sicherte Bârlad.
Tolbuchins Truppen nahmen am 28. August die Hafenstädte Brăila und Sulina ein und griffen am 29. August zusammen mit der Schwarzmeer-Flotte die Hafenstadt Constanța an, die 46. Armee folgte an die Donau bei Galați. Am folgenden Tag erreichten mobile Kräfte der 53. Armee die rumänische Hauptstadt Bukarest, wo am 31. August der allgemeine Einzug der Roten Armee stattfand.
Die noch von der untergegangenen deutschen Heeresgruppe organisierte Kampfgruppe Winkler (Flak-Regiment 12 und Versorgungseinheiten) stand noch bis zum Abend des 30. Augusts im nordwestlichen Teil von Bacău und hielt auch am folgenden Tag den Rückzugsweg durch das Buzău-Tal offen. Dieser Einsatz ermöglichte wenigstens den rückwärtigen Einheiten, sich über den Szekler-Zipfel nach Siebenbürgen abzusetzen. Die Armeegruppe Wöhler baute dort mit intakten und rückflutenden Truppen eine erste neue Front auf, die aber nur kurz hielt. Nach dem Einmarsch der 3. Ukrainischen Front in Bulgarien, der zwischen 6. und 28. September erfolgte, musste auch die deutsche Heeresgruppe E eiligst ihre Besatzungstruppen aus Griechenland zurückziehen.

## Verlustbilanz

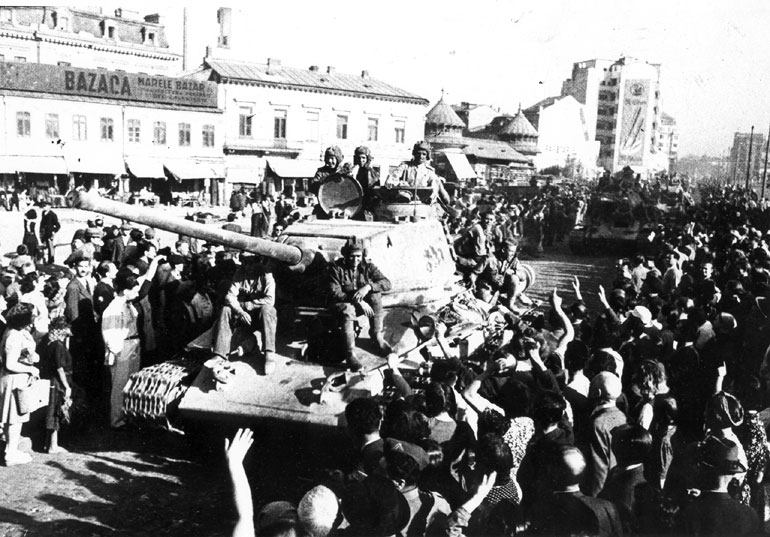
Bewohner von Bukarest begrüßen die einmarschierenden sowjetischen Truppen am 31. August 1944

Über die Verluste der Wehrmacht besteht auch heute noch große Unklarheit. Die grundsätzlich als recht zuverlässig zu betrachtenden Angaben des Volksbundes Deutsche Kriegsgräberfürsorge besagen, dass während des gesamten Zweiten Weltkrieges auf dem Staatsgebiet des heutigen Rumäniens rund 38.000, auf dem Staatsgebiet der heutigen Republik Moldawien zwischen 1941 und 1945 150.000 deutsche Soldaten ums Leben kamen. Auf dem bislang einzigen zentralen deutschen Soldatenfriedhof Moldawiens in Kishinew wurden bis 2005 aber nur 4.200 Tote eingebettet; geplant ist die Beisetzung von insgesamt über 30.000 Toten. Die Anzahl der von der Roten Armee bei der Operation eingebrachten deutschen Kriegsgefangenen ist mit 115.000 zu veranschlagen, von denen bereits vor dem Abtransport in die Sowjetunion 55.000 verstarben – eine Todesrate von fast 50 %, die abgesehen von Stalingrad nicht übertroffen wurde.
Das Deutsche Rote Kreuz bearbeitet 80.000 Suchanträge nach Wehrmachtsangehörigen, von denen es die letzte Nachricht aus dem damaligen Rumänien gab. Die Verluste von Deutschen und Rumänen zusammen werden auf 650.000 Tote, Vermisste, Verwundete und Gefangene veranschlagt. Die Rote Armee gab ihre Verluste selbst mit 13.197 Gefallenen/Vermissten und 53.933 Verwundeten/Kranken an; dabei handelt es sich jedoch nur um Zahlen, die sich aus den offiziellen Militärunterlagen belegen lassen.

## Militärhistorischer Rückblick

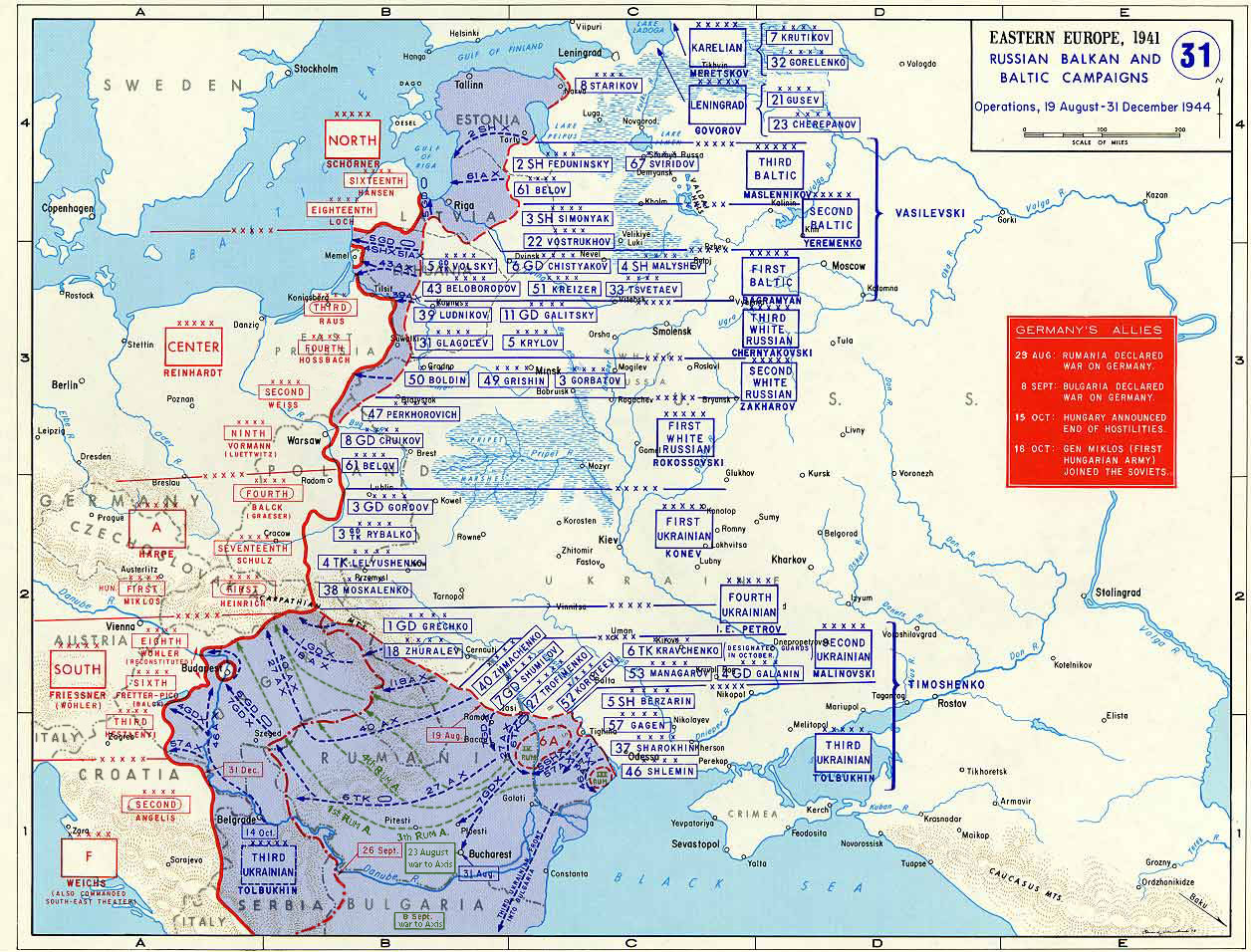
Eroberung Rumäniens im August 1944

Die operative und taktische Führung der Roten Armee zeigte im Jahre 1944 während der Operation Jassy-Kischinjow einen bisher nicht erreichten Leistungsstand. Man hatte sich die deutsche Kriegsführung zu eigen gemacht, die einst mit starken, schnellen Umfassungsaktionen Kesselschlachten für sich entschied. Zum Vorteil der Sowjets gereichte auch die in Nord-Süd-Richtung ausgeprägte Hügellandschaft, der sich das Wegenetz anpasste. So war der Umfassungsangriff von Nord nach Süd leichter zu bewältigen als der Rückzug von Ost nach West, bei dem Täler und Höhen zu passieren waren.
Die Ursache der deutsch-rumänischen Niederlage lag darin, den sowjetischen Angriff am Dnjestr anzunehmen. Ein frühzeitiger Rückzug nach Westen auf den Pruth sowie die Donau mit dem Ausbau rückwärtiger Stellungen hätte den Untergang verzögern können. Für Hunderttausende von deutschen Soldaten wäre bei einem sofortigen Rückzug am ersten Angriffstag eine Rettung möglich gewesen. Dies verhinderten Hitlers notorische Durchhalteparolen zur Verteidigung jeden Meters Boden.
Über die Bedeutung der Schlacht schrieb Sergei Matwejewitsch Schtemenko (Chef der operativen Verwaltung des Generalstabs):

„Die Bedeutung des sowjetischen Sieges in der Operation von Iași-Kischinjow ist kaum zu überschätzen. Die Vernichtung der Hauptkräfte der Heeresgruppe Südukraine wirkte sich militärisch und politisch aus. Die sowjetischen Truppen stießen mit diesem Sieg gewissermaßen das Tor zum Inneren Rumäniens und zu den Grenzen Bulgariens und Jugoslawiens auf. Die Operation schuf auch günstige militärische und politische Voraussetzungen für die Beseitigung der Antonescu-Diktatur, weil sie die militärische Stütze dieses Regimes zerschlug. Unter diesen Bedingungen rief die Kommunistische Partei Rumäniens das Volk zum bewaffneten Aufstand auf, der den Weg für die sozialistische Zukunft des Landes bahnte.“